# 光华娘
光华娘是台湾漫畫家哈亞西设计的光華商場官方看板娘，而光華商場被人称台北的秋叶原，和日本秋葉原看板娘葉原秋子合作推廣台灣日本的動漫觀光文化。且在2015年6月20日有六個光華娘的看板娘，各自不同神情動作，分別由REI、哈亞西、魚生三位漫畫家繪製。。

## 光華娘介绍
本名：陳曉華
年齡：18歲
本是光華商場一位店員，意外遇到「光華商場電子妖精」，妖精把陳曉華變成光華商場的守護天使給她魔力，可以用魔法變出3C用品，但每次用魔法都要被扣薪水。
兴趣：3c产品研究
喜欢的事物：3c产品
讨厌的事物：湿气